# ドラえもん のび太の恐竜
- ドラえもん > 短編 > のび太の恐竜
- ドラえもん > 大長編 > のび太の恐竜
- ドラえもん > 映画 > 大長編 > のび太の恐竜

『ドラえもん のび太の恐竜』（ドラえもん のびたのきょうりゅう）は、漫画『ドラえもん』の短編エピソード（1975年8月発売）。またはそれに大幅に加筆した「大長編ドラえもん」漫画作品（1979年12月15日発売号から連載開始）。またはそれを原作として作られたドラえもん映画作品（1980年3月15日公開）。大長編、映画ともに第1作。
漫画は藤子不二雄名義で発表。いずれも藤本弘（のちの藤子・F・不二雄）による単独執筆作品。
映画は、ドラえもん (1979年のテレビアニメ)のスタッフにより制作された。第2回ゴールデングロス賞最優秀金賞を受賞。
2006年には、1980年の映画のリメイク作品である『ドラえもん のび太の恐竜2006』が公開された。
なお、本作で『恐竜』と称されるピー助（フタバスズキリュウ）は学術的には恐竜とは全く異なる水棲爬虫類（首長竜）だが、作中の呼称に従って記載する。

## 概要

### 短編漫画（少年サンデー増刊号）
1975年（昭和50年）8月、『週刊少年サンデー増刊号』夏休み増刊号第二弾（9月5日号）に掲載された。ジョイ・アダムソンの小説『野生のエルザ』をモチーフに、のび太と恐竜ピー助との交流を描いた作品。
学年誌に掲載される通常の『ドラえもん』は1話10頁前後だが、『週刊少年サンデー増刊号』掲載にあたり、23頁の長めの短編として執筆された。
当時、藤子不二雄のアシスタントを務めていたえびはら武司は、同じ『ドラえもん』の短編作品『台風のフー子』（1974年8月）との類似性を指摘している。両作品には「のび太がタマゴを孵す」「孵化したものがのび太に懐く」「別れ」等の共通点がある。

### 短編漫画（単行本）
1976年（昭和51年）4月、てんとう虫コミックス10巻に収録。加筆されて27頁の短編となった。

### 映画化に向けた準備
2度の映画化依頼
1979年（昭和54年）4月、『ドラえもん』の2度目のテレビアニメシリーズが放送開始された。シンエイ動画の楠部三吉郎によると、同年、東映まんがまつりの中の1作として『ドラえもん』のテレビシリーズを上映する話が持ち込まれたが、藤本がこれを断ったことで小学館から長編映画製作の提案が持ち上がったという。
藤本は当初は「僕は短編作家」と断ったが、楠部が短編『のび太の恐竜』の続きを描くことを提案すると了承。映画化に向けた動きがスタートした。
藤本のシナリオ執筆
藤本はホテルにこもり、シナリオの執筆を開始した。執筆は文章用の原稿用紙に手書きで行われた。
1979年9月15日、『コロコロコミック』10月号に「ドラえもん映画化へスタート!?」という見出しととともに、映画化に向かって動き始めたようだという推測と、藤子がホテルにこもって原作執筆を開始したという内容の記事が掲載された。アイディアを練る藤本の写真も掲載された。
藤本が書き上げた手書きのシナリオを読んだ監督の福富博（のちの福冨博）が「これでは2時間半の映画になる（映画の時間枠は1時間半）」と言ったところ、藤本は「適当にちぢめてください」とシナリオを福富にあずけ、福富がちぢめる作業を行った。
現存するシナリオ第一稿
活字で印刷された「長編アニメーション劇映画 ドラえもん」シナリオ第一稿の末尾には「9・22」の日付が記されている。
このシナリオ第一稿には出木杉が登場しており、1億年前での冒険にも参加していたが、完成した映画では、出木杉は一切登場することはなかった。このシナリオで出木杉は「タケコプターの電池の持たせ方」「ブロントサウルスの解説」「日本へ陸伝いに帰る」「ラジコンで恐竜ハンターたちを出し抜く」など、重要な解説をしたり、アイディアを出したりしているが、完成版の映画では、それらの役割はドラえもん、のび太、スネ夫に置き換えられた）。
遠い世界に取り残された少年少女たちがサバイバル生活を送ったり、帰還を試みて議論を交わす展開は、同年2月に発表されたSF短編『宇宙船製造法』との共通点も多く見られる（詳細は藤子・F・不二雄のSF短編一覧#大長編ドラえもんの原型を参照）。
同年9月26日から10月8日まで、藤子不二雄の2人は取材旅行で中国を訪れている（北京、長沙、桂林、広州、香港を取材）。映画のシナリオ第一稿はこの旅行の出発前に書き上げられたことになる。なお、藤子不二雄の2人は中国の直前にはアメリカ（ニューヨーク等。映画『のび太の恐竜』の主な舞台は北米）に取材旅行に行っている。
映画化の正式発表
同年10月15日、『コロコロコミック』11月号に「映画化決定」「来年の3月15日頃公開」「大長編アニメ大作」の報が掲載。藤本と9人の男性が写ったスタッフ会議の写真と、ティラノサウルスの３枚の絵が掲載された。
同年11月2日、東宝本社にて、映画ドラえもんの製作発表会が開催。
同年11月15日、『コロコロコミック』12月号に絵コンテ（卵が割れてピー助が生まれる場面）と、背景画（ドルマンスタインの屋敷）が掲載。公開日も「来年3月15日」と定まった報が掲載された。

### 大長編漫画（コロコロコミック）
藤本は、短編『のび太の恐竜』に修正を加えるとともに、その続きを新たに執筆。漫画作品は『映画ドラえもん のび太の恐竜』のタイトルで『月刊コロコロコミック』1980年（昭和55年）1月号から1980年3月号に連載された（1月号は1979年12月に発売）。短編での主な舞台は現代だったが、大長編では白亜紀にあたる1億年前の北米西海岸が主な舞台となった。

### 映画
1980年3月15日に映画『ドラえもん のび太の恐竜』が公開された。配給収入15億6000万円、観客動員数320万人。併映作品は『モスラ対ゴジラ』（1964年公開作品のリバイバル上映）。リバイバル版のモスゴジポスターは松本零士が手掛けた。
映画化の際には『野生のエルザ』のほか、『駅馬車』（1939年、ジョン・フォード監督映画）、『恐竜100万年』（1966年、ドン・チャフィ監督映画）も参考にされた。

### 大長編漫画（単行本）
1983年11月発売の単行本（てんとう虫コミックス）に収録する際、36頁もの加筆、各所の修正が行われた。その後の大長編作品でも単行本収録時の加筆・修正は行なわれたが、本作が最も多い。
連載漫画では、「1億年という時間に関するドラえもんの説明」「食べ物探し中の爬虫類・哺乳類の解説」「自分の想像で気絶するスネ夫」「怖がるしずかを守れない悔しさで涙を流すのび太」などの場面は存在しない。
連載漫画および映画では、ドルマンスタイン自慢の恐竜狩り巨大空母である亜空母艦「ディノハンター」（映画の特集記事に記載された名称で、漫画には名称は出てこない。以降、同様の名称には★印を付記）が登場したが、単行本版では削除され、ディノハンター★内部にあった「考えを読みとる装置の部屋」は地下基地内の部屋に変更されている。のび太とドラえもんが雨の中で目撃する機体も、ディノハンター★からスコルピオン★（#ゲストキャラクターの「黒い男」の項で詳述）に変更された。
セリフのみの修正も存在する。例えば火口湖でティラノサウルスに襲われる恐竜の名前は、雑誌連載版および単行本の初期の版では「ブロントサウルス」であったが、現在の単行本では近年の恐竜研究に基づき「アパトサウルス」と改められている。
雑誌連載版とほぼ同じ内容の漫画は、「カラーコミックス」版（1980年3月7日発行）や、それをほぼ同内容で復刻した「ぴっかぴかコミックススペシャル カラー版 ドラえもん のび太の恐竜」（2006年発行）で確認することができる。

## 略歴
- 1975年8月、短編作品（23頁）が「増刊少年サンデー」に掲載。この短編はピー助を白亜紀の日本に返したところで終了している。
- 1976年4月、短編作品（27頁）が単行本10巻に収録。
- 1979年9月、コロコロコミック誌上に映画化に向けた動きの開始を報じる記事が掲載。
- 1979年10月、コロコロコミック誌上で正式な映画化決定発表。
- 1979年12月、漫画『映画ドラえもん のび太の恐竜』連載第1回が掲載されたコロコロコミック1980年1月号が発売。短編に大幅に加筆した大長編作品を、3月号まで連載。
- 1980年3月15日、映画『ドラえもん のび太の恐竜』公開。
- 1983年11月、単行本（てんとう虫コミックス）が発売。大幅に加筆・修正されている。
- 1994年、ミュージカルとして上演。日本国内24か所の都市で公演され、約5万6千人を動員した[6]。日本のみならず、香港やマレーシアでも上演された。ビデオも発売されている。
- 2006年、映画『ドラえもん のび太の恐竜2006』としてリメイクされて公開。また「ぴっかぴかコミックス」にて、雑誌掲載版を元にしたカラー版コミックスが発売された。
- 2020年9月5日、『50周年だよ! ドラえもん誕生日スペシャル!』で短編『のび太の恐竜』が初アニメ化された[7]。

## あらすじ

### 短編版
スネ夫にティラノサウルスの爪の化石を見せてもらうのび太たちだったがのび太だけは化石を触らせてもらえず、悔しがり、「恐竜の化石を一匹分丸ごと見つけてみせる」と突拍子もない宣言をしてしまう。
その後、偶然にも首長竜の卵の化石を発掘したのび太は、タイムふろしきを使って、卵を化石になる前の状態に戻し、孵化させる。のび太は孵化したフタバスズキリュウの子供をピー助と名づけて可愛がり、ピー助ものび太を慕って育つ。
だが、成長するにつれて、ピー助を現代で育てていくのが困難になってきた為、予定よりも早く、スネ夫たちにピー助を見せることにするのび太。スネ夫たちは出かけてしまっていた為、それは叶わなかったもののピー助の本当の幸せを願い、のび太はタイムマシンでピー助を白亜紀の世界へ帰すのだった。

### 長編版
短編版部分への追加エピソード1
「人に慣れた恐竜」を見た未来世界の密猟者「恐竜ハンター」がのび太の前に現れ、狩りの囮にすべくピー助の買い取りを申し出るが、のび太は断る。
短編版部分への追加エピソード2
ピー助を白亜紀へ連れ帰るときに、ピー助を奪うために恐竜ハンターが攻撃をしかけてくる。ピー助を白亜紀に帰すことには成功するが、タイムマシンの空間移動機能が損傷していたことが後に判明する。
短編版のその後
ピー助を白亜紀に帰したのび太だったがピー助を皆に見せる前に帰してしまったことから、ジャイアンとスネ夫だけでなく、しずかにまでピー助のことで嘘つきと思われてしまう。やむを得ず、のび太は白亜紀のピー助の姿をタイムテレビで見せるがピー助を本来の棲息地である日本近海ではなく、北アメリカ（エラスモサウルスの生息域）へ置いて来てしまったことが判明。ドラえもんとのび太は、しずかたちも加えて、タイムマシンで再びピー助の許へ向かう。ピー助と再会したのび太は自分が嘘つきでないことを証明し、3人はのび太に謝罪する。だが、先日の恐竜ハンターの攻撃でタイムマシンの空間移動機能が破損したままに加え、しずかたちも無理やり同乗したことで定員オーバーを起こし、タイムマシンの空間移動機能は完全に壊れてしまった。不幸中の幸いは時間移動機能は無事であることだが帰るためには1億年後にのび太の机が置かれることになる場所にタイムマシンを置く必要があり、一行は当時、北アメリカとアジアの両大陸が陸続きだった北回りルートで日本を目指して出発する。
移動手段の主力となるタケコプターの故障や狂暴なティラノサウルスの襲撃等、数々の冒険を経て、進み続ける一行の前に恐竜ハンターが現れ、「ピー助を渡してくれるのなら、こちらのタイムマシンで元の時代に送り届ける」と取引を持ち掛けて、一時的に姿を消す。
その夜、限界を迎えたスネ夫は「ピー助は殺されるわけではないので取引に応じよう」と口にするものび太としずかに猛反対され、ジャイアンの友情もあって、スネ夫も冒険を続ける覚悟を固める。結束を新たにしたドラえもん一行は、恐竜ハンターのタイムマシンを乗っ取ることを思いつくが、その前にしずかとスネ夫とジャイアンの3人が捕らえられてしまう。助けに来たドラえもんとのび太を誘い寄せて、ピー助を奪うために恐竜ハンターは自分たちの秘密基地に招待するが、この様子は以前から恐竜ハンターの逮捕を計画していたタイムパトロールの監視カメラに捉えられており、タイムパトロールは好機と見て緊急出動する。
恐竜ハンターたちは捕らえていたティラノサウルスをけしかけ、のび太にピー助を渡すように迫る。しかし、このティラノサウルスは以前、ドラえもん一行を襲った際に桃太郎印のきびだんごを食べていた個体だった為、形勢は逆転。ドラえもん一行はティラノサウルスと共に秘密基地内で大暴れし、恐竜ハンターたちは突入して来たタイムパトロールに逮捕された。タイムパトロールに助けられた一行は、1億年後に日本になる海へピー助を帰し、現代に戻っていった。

## 声の出演
- ドラえもん - 大山のぶ代
- のび太 - 小原乃梨子
- スネ夫 - 肝付兼太
- ジャイアン - たてかべ和也
- しずか - 野村道子
- のび太のママ - 千々松幸子
- のび太のパパ - 加藤正之
- ジャイアンのママ - 青木和代
- スネ夫のママ - 加川三起

## ゲストキャラクター
★印は藤本執筆の漫画には登場しない名前。
ピー助
声 - 横沢啓子、久野美咲（2020年版）
のび太が孵化させて育て上げたフタバスズキリュウ。性格は温和で甘えん坊。刷り込み効果の上、のび太に育てられたため、彼を実の親のように慕っている。
崖の下に住む男性（ガケシタさん★）
声 - 加藤正之
崖で化石発掘中ののび太に敷地に土砂を落とされ、庭や車を汚された男性。罰としてのび太に生ゴミを埋める穴を掘らせたことが、のび太とピー助との奇蹟的な出会いのきっかけともなった。
ドルマンスタイン
声 - 島宇志夫、大塚周夫（ミュージカル版）
24世紀（2314年）のメガロポリスに住む大富豪。
違法行為である恐竜のコレクションを趣味としており、未来世界の密猟者である恐竜ハンターの雇い主で、人に飼い馴らされた珍しい首長竜であるピー助を手に入れようと企む。目的のためには手段を選ばず、狩猟感覚でのび太たちを追い詰めることを楽しむ冷酷な極悪人。最後にはタイムパトロール隊に秘密基地の居場所を見られ、手下たちと共に逮捕された。
初期の単行本では「ドルマンスタン」という誤植で記載されている。
1995年の映画『2112年 ドラえもん誕生』にも相棒と共に登場し悪役を務めた。
黒い男（恐竜ハンター）
声 - 加藤精三
恐竜を不法に捕らえて金持ちに売り付ける未来世界の密猟者一味・恐竜ハンターのボス。ドルマンスタインに恐竜を渡して金をもらっている。黒づくめの服装と覆面をしている。最後はドルマンともどもタイムパトロール隊に逮捕された。
サソリを模した形状のタイム装甲車「スコルピオン」★を操縦して恐竜狩りを行っている。
短編から大長編への加筆にあたって、短編内のエピソードの合間にも黒い男が登場する場面が追加された。
作中では名で呼ばれず、単に「黒い男」「恐竜ハンター」などと呼ばれる。複数の作品に登場するが、名称が一貫しない。映画版では「黒い男」、リメイクの『のび太の恐竜2006』では「黒マスク」とクレジットされている。ミュージカル版では「ハンボス」という個人名が付けられている。1995年の映画『2112年 ドラえもん誕生』にもドルマンスタインと共に登場し悪役を務めた。
タイムパトロール隊
声 - 加藤正之（隊長）、井上和彦（隊員）、宮村義人（隊員）
時空犯罪を取り締まる治安部隊。24世紀のメガロポリスに本部を置く。タイムパトロール巡視船「タイムマリン」★で、時間や場所を問わず常に巡回活動をしている。違法な恐竜狩りを繰り返しているドルマンスタイン一味を追っている。漫画ではあごひげをたくわえた隊長らしき人物が指揮を取るが、アニメでは口ひげを蓄えたサングラスの男性が指揮を取っている。

## 登場する恐竜・古代生物
- ティラノサウルス - 大型の肉食恐竜。キャンプ中にジャイアンの歌にひかれ遭遇。ブロントサウルスのいる火口湖に出現した個体は「桃太郎印のきびだんご」を食べさせ、恐竜ハンターのアジトで再会し形勢逆転に繋がる。また作品冒頭でスネ夫が自慢していたのは、ティラノサウルスの爪の化石である。
- フタバスズキリュウ（2006年にフタバサウルスと命名された種） - ピー助の種。終盤の日本近海で群れが登場し、ピー助を仲間に迎える。
- エラスモサウルス - 北米の海に生息する、大型の首長竜。異種のピー助を仲間とは認めず、群れで威嚇していた。
- アーケロン - 巨大な海亀。のび太たちがピー助と共に海水浴をしていた際に登場。
- トリコノドン - ネズミに似た原始的な哺乳類。ネズミ嫌いのドラえもんを驚かせる。
- オーニソミマス（オルニトミムス） - ダチョウのように疾走する小型の雑食恐竜。「桃太郎印のきびだんご」を食べさせてのび太たちが騎乗した。
- ブロントサウルス（概要も参照。単行本の版によってはアパトサウルスと記載される種） - 大型の草食恐竜。火口湖で群れをなしていたが、ティラノサウルスの襲撃を受ける。
- プテラノドン - 大型の翼竜。渓谷を通過中だったのび太達を群れで襲撃して追い詰め、「桃太郎印のきびだんご」及び、タケコプターを使用不能にさせる。

### 「恐竜」という呼称
分類学上の「恐竜」とは爬虫類のうち竜盤目と鳥盤目の系統のみを指し、本作で首長竜のピー助をはじめ翼竜なども一括りに「恐竜」として扱っているのは学術的な用法とは異なる。藤本は、1990年刊行の『藤子・F・不二雄恐竜ゼミナール』の中で、「フタバスズキリュウは、現在の恐竜分類からいうと「恐竜」ではないのです」と認めた上で、「当時のぼくは、まだまだ恐竜についての知識が不足していたためにしでかしたさっかくで、自分では恐竜の一種をかいているつもりだったのです」と釈明し、さらに「恐竜大好き人間のぼくとしては、この首長竜や魚竜、プテラノドンなどに代表される翼竜類なども、恐竜の仲間に入れてあげたい気がしてなりません」とも述べている。また、作中では首長竜を卵から孵化させているが、本作公開後（妊娠中の首長竜の化石が確認された2011年以降）の学説では、実際の首長竜は胎生もしくは卵胎生であり、産卵することはなかったと考えられている。実際の首長竜の頚椎は柔軟性が低く、作中のように背中方向に曲げることはできない。

## 議論

### 恐竜狩りの違法性
本作では恐竜狩りを重大な悪事（航時法違反）として描いているが、本作より前に描かれた『ドラえもん』の短編漫画ではドラえもん達が娯楽として恐竜狩りを楽しむ話（「恐竜ハンター」てんとう虫コミックス2巻収録）や、恐竜を現代に無理やり連れてくる話（「きょうりゅうがきた」藤子・F・不二雄大全集3巻収録）などが存在する。
これは藤本が、本作をよく理解していないことから発生した矛盾だと、安孫子素雄と宮崎駿との鼎談で語っており、「『矛盾しているじゃないか』という投書がきましたよ（笑）」と振り返っている。
こうした矛盾を解消するためか、テレビアニメ第2作第2期『恐竜ハンター』（2015年2月6日放送）では、合法的に恐竜を捕まえる行為は「恐竜ハンティング」と呼ばれ、捕獲後はハンティングセンターの係員が元の世界・場所に戻すという設定が追加され、説明・補足されている。

## 影響
一部ではスティーヴン・スピルバーグが来日中に同時上映の『モスラ対ゴジラ』目当てで入った映画館で本作を見て、『E.T.』などの作品に影響を与えたといわれ、小学館発行の『藤子・F・不二雄の世界』（1997年）などで言及されている。
本作の映画版では、東宝・小学館・シンエイ動画・テレビ朝日からなる製作委員会が立ち上げられた。立ち上げを行った東宝の堀内實三は、本作品の委員会が後に『ゴジラ』の制作を行うゴジラ委員会のモデルになったと述べている。映画ドラえもん史上では唯一クレジットで「製作」と表記されており、テレビ朝日も本作では「製作協力」名義だった。

## スタッフ
| 製作             | シンエイ動画 小学館 |
| 原作             | 藤子不二雄 |
| 製作協力         | テレビ朝日 旭通信社 |
| 脚本             | 藤子不二雄 松岡清治 |
| 作画監督         | 本多敏行 |
| レイアウト       | 芝山努 |
| 美術監督         | 川本征平 |
| 撮影監督         | 三沢勝治（J.S.C） |
| 録音監督         | 浦上靖夫 大熊昭 |
| 原画             | 富永貞義、前田実、椛島義夫、森下圭介、鈴木欽一郎、窪田正史、端名貴勇、一川義久、島田和義、野田作樹、おおたぬう、増谷三郎、鈴木信一、春貴健司、池ノ谷安夫、徳田悦郎、中村英一、下野昌子、吉川由美子、飯口悦子、原完治、小和田良博、山崎勝彦 |
| 動画             | 木上益治、木内良子、木村友和、上ノ山順子、川東桃代、大塚正実、星川和子、渡辺裕子、田口陽子、小林幸、荒牧園美、小松良江、今沢恵子、安井修子、岩井美登理、鈴木加代子、古川みや子、青木雅之、湊和良、佐藤弘美、川島都子、大沢真紀子、大塚伸治、池内純、斉藤かおる、片山友夫、吉原彰雄、木野村良一、福田一彦、佐伯肇、中村圭一、箕輪美恵子、畑良子、中村美子、船塚純子、原田雅祥、福山政敏、塩谷和夫、内田広之、桜沢裕美、山本富子、中村久子、中山晴夫、寺田千久紗、平村文男、柿沼弥栄子、若山佳幸、大塚典子、長谷川稔、須田裕美子、粟井重紀 |
| 仕上             | 近藤浩子、長尾美代子、松浦妙子、細内陽子、平田真紀子、加藤はるみ、岩川容子、直井マヤ、池田みつえ、小島桂子、後藤ひとみ、田岡明子、江頭万悧子、角田まみ子、吉野美雪、上原和子、斉藤一枝、石橋玲子、室田蓉子、長畑容子、森下節子、三上しおり、羽島真一、増田嘉子、三浦真季子、内田まり子、古谷奈緒子、仲真良邦、西牧志づ子、浅賀チエコ、吉野記通、西牧たみ子、鶴巣裕子、古山淑子、加藤紀子、千葉澄世、館下ゆき子、長谷川悦子、片川きよし、宮川はれみ、小西生久栄、塩谷典子、村上由美子、小張昌子、田村加代子、遠藤真弓、東恵美子、浅野民子、五十嵐登志子、平瀬志栄、鈴木安子、佐藤優子、五十嵐信子、原尚子、亀田千鶴、我妻睦子、古市節子、上山玲恵子、田中マリイ、若井孝恵、佐野順子、窪田優子、森谷弘子、福島弘子、鵜飼淑子、鈴木一海、宮村孝子、渡辺とし美、小田部香澄、安斉弘美、小野裕子、西内和香、高久イミ子、藤井美佐子、加藤和江、真田祥子、横井加寿子、東雲真理 |
| 特殊効果         | 土井通明 |
| 美術補           | 工藤剛一 |
| 背景             | 沼井信朗、村上勢至、伊藤攻洋、矢島みよ子、笠原淳二、斉藤由美子、高野正道 |
| 撮影             | 小山信夫、金子仁、神山茂男、高橋明彦、小池彰、吉川義典 |
| 音楽             | 菊池俊輔 |
| 協力             | コロムビアレコード 小学館プロダクション |
| 編集             | 井上和夫 森田清次 |
| 効果             | 柏原満 |
| 整音             | 中戸川次男 |
| 録音制作         | オーディオ・プランニング・ユー（ノンクレジット） |
| スタジオ         | 東宝録音センター |
| 現像             | 東京現像所 |
| 動画チェック     | 小林正義 |
| 色指定           | 野中幸子 |
| 演出助手         | 安藤敏彦 |
| 音楽ディレクター | 池田久雄 |
| 制作担当         | 佐久間晴夫 |
| 制作進行         | 田村正司 塚田庄英 藤沢一夫 井上修 木村和市 志水貴美子 |
| 制作事務         | 山本有子 小沢一枝 千葉朝美 別紙博行 真田芳房 |
| 協力             | 東京アニメーションフイルム トミプロダクション アトリエ・ローク スタジオ・ジュニオ ディーン スタジオ・メイツ シャフト 風プロダクション スタジオ・タージ スタジオ・古留美 イージーワールドプロ 亜細亜堂 スタジオ・ライフ スタジオ・ムサシ |
| 連載             | 小学館の学習雑誌 マミー ベビーブック めばえ よいこ 幼稚園 小学一年生 小学二年生 小学三年生 小学四年生 小学五年生 小学六年生 コロコロコミック てれびくん |
| 監修             | 楠部大吉郎 |
| プロデューサー   | 楠部三吉郎 別紙壮一 |
| 監督             | 福富博 |

## 主題歌
オープニングテーマ「ぼくドラえもん」
作詞 - 藤子不二雄 / 作曲・編曲 - 菊池俊輔 / うた - 大山のぶ代、こおろぎ'73
エンディングテーマ「ポケットの中に」
作詞 - 武田鉄矢 / 作曲・編曲 - 菊池俊輔 / うた - 大山のぶ代、ヤング・フレッシュ
次作の「のび太の宇宙開拓史」のエンディングテーマにも使われ（主題歌の「心をゆらして」はエンディングの直前で流れる）、本作品のミュージカル版では挿入歌として使用された。
挿入歌
「ドラえもんのうた」
作詞 - 楠部工 / 補作詞 - ばばすすむ / 作曲・編曲 - 菊池俊輔 / うた - 大杉久美子 / セリフ - 大山のぶ代（ドラえもん）

## メディア
1996年からの再ビデオ化（VHSカセット・LD・DVD）に際し、本作を含め後年の劇場作品にモノラル音声で収録されている作品についてはステレオに変換され、もともと使われる主題歌やBGMについても差し替えが施されることが多い。その一方、2016年以降のAmazonプライムビデオなどのオンデマンド配信やWOWOWにおけるHDリマスター版はモノラルマスター（モノラル収録のシネテープ）を修復した劇場公開版が使われ、本編中BGMと主題歌がそのままの形で視聴可能となっている。
現存する劇場公開版のビデオソフト化は1980年に小学館ビデオからVHSカセット版とβカセット版で発売。VHD版はパッケージに「ビスタサイズ・ノーカット版」と表記されているがこれは誤植であり、実際はスタンダードサイズで収録されている。